# Ameles picteti
Ameles picteti es una especie de mantis de la familia Mantidae.

## Distribución geográfica
Se encuentra en Argelia, Sicilia y España (península ibérica y Baleares).